# ممنون، بعدی
«ممنون، بعدی» (به انگلیسی: Thank U, Next) ترانه‌ای از خوانندهٔ آمریکایی آریانا گرانده است. این ترانه در ۳ نوامبر ۲۰۱۸ بدون هیچ اعلامیه یا تبلیغات رسمی توسط ریپابلیک رکوردز به‌عنوان تک‌آهنگ آغازین پنجمین آلبوم استودیویی‌اش با همین نام (۲۰۱۹) منتشر شد. «ممنون، بعدی» یک قصیده غنایی تحسین‌آمیز به روابط شکست‌خوردهٔ گرانده است که پس از جدایی مورد توجه او از نامزد آن زمانش پیت دیویدسون نوشته شد. عنوان ترانه و اشعار آن که یک پدیدهٔ فرهنگی مدرن در نظر گرفته می‌شود، چندین تکیه‌کلام و میم‌های آنلاین به وجود آورد.